# Guerville (Yvelines)
Guerville ist eine französische Gemeinde mit 2.088 Einwohnern (Stand: 1. Januar 2022) im Département Yvelines in der Region Île-de-France. Sie gehört zum Arrondissement Mantes-la-Jolie und zum Kanton Bonnières-sur-Seine (bis 2015: Hauptort des Kantons Guerville). Die Einwohner werden Guervillois genannt.

## Geographie
Guerville liegt am linken Ufer der Seine, etwa 45 Kilometer westnordwestlich von Paris. Umgeben wird Guerville von den Nachbargemeinden Limay im Norden und Nordwesten, Porcheville im Norden und Nordosten, Mézières-sur-Seine im Osten, Bouville-en-Mantois im Südosten, Arnouville-lès-Mantes im Süden, Breuil-Bois-Robert im Südwesten, Auffreville-Brasseuil im Westen sowie Mantes-la-Ville im Nordwesten.
Durch die Gemeinde führt die Autoroute A13 von Caen nach Paris.

## Bevölkerungsentwicklung
| Jahr      | 1962 | 1968 | 1975 | 1982 | 1990 | 1999 | 2006 | 2011 |
| Einwohner | 1277 | 1360 | 1754 | 1644 | 1898 | 1899 | 1985 | 2139 |

## Sehenswürdigkeiten

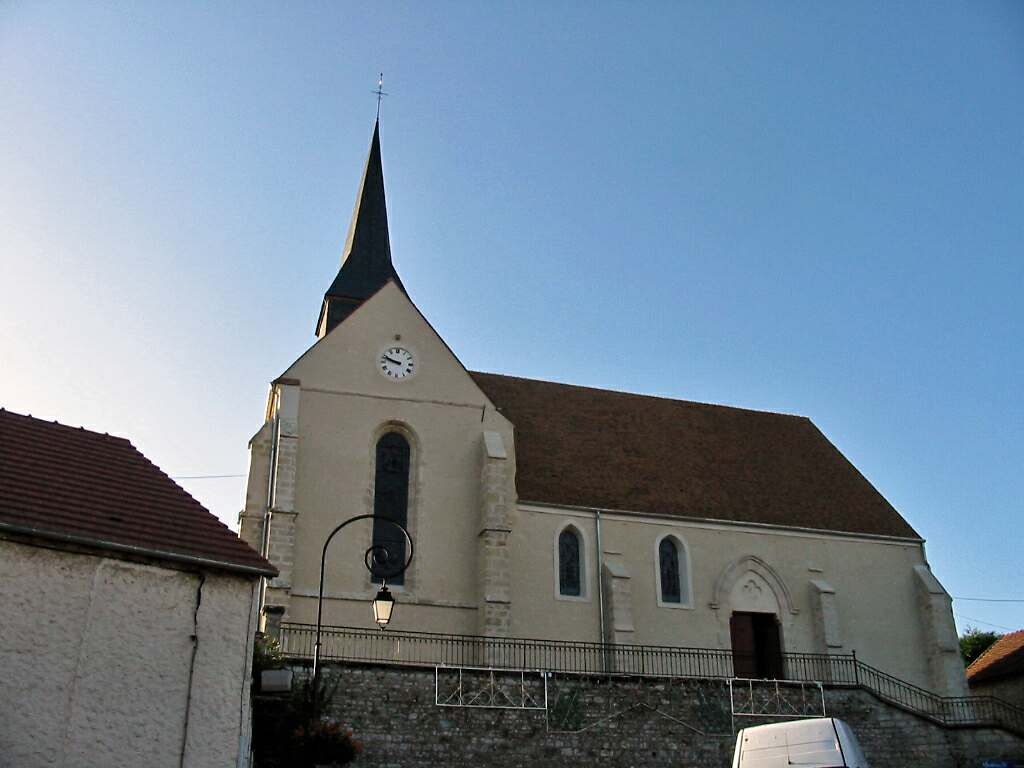
Kirche Saint-Martin

Siehe auch: Liste der Monuments historiques in Guerville (Yvelines)
- Kirche Saint-Martin aus dem 12. Jahrhundert
- Kapelle Saint-Jean
- Waschhaus